# Incident kod Mrkonjić Grada
Incident kod Mrkonjić Grada dogodio se 2. lipnja 1995. kada su bosanski Srbi sustavom 2K12 Kub (SA-6 Gainful) oborili američki F-16. Srušeni pilot Scott O'Grady izbjegao je zarobljavanje te je nakon šest dana spašen.